# Bob de Vries
Bob de Vries (Haule, 16 december 1984) is een voormalig Nederlandse marathon- en langebaanschaatser. Hij kwam uit voor Team easyJet (voorheen Team Clafis) onder coach Jillert Anema.

## Biografie
De Vries won in het seizoen 2007/08 bij de marathonrijders de KNSB Cup en de Essent Cup. Hij werd dat seizoen net als zijn zus Elma de Vries bij de vrouwen uitgeroepen tot marathonrijder van het jaar. In het seizoen 2008/09 won hij opnieuw de Essent Cup.
Hij verbeterde op 12 december 2009 in Salt Lake City zijn persoonlijk record op de 5000 meter met ruim 14 seconden en bracht het op 6.10,56. Hij won daarmee de B-groep in een tijd die in de A-groep goed zou zijn voor de derde plaats achter Enrico Fabris (in de tweede tijd die op dat moment ooit gereden was) en Bob de Jong. Met zijn tijd plaatste De Vries zich voor het OKT in Thialf, waar hij wegens ziekte niet aan de start verscheen.
Op 10 februari 2010 eindigde De Vries tijdens het NK marathonschaatsen op natuurijs als negende. Tijdens het NK Afstanden in november werd hij Nederlands kampioen op de 5 kilometer. Op 23 december 2010 werd hij Nederlands kampioen marathonschaatsen op natuurijs 2011. Op 12 maart 2011 werd De Vries op de 10.000 meter op het WK Afstanden tweede achter wereldkampioen en ploeggenoot De Jong. Een dag later verving hij de door griep gevelde Wouter Olde Heuvel op het onderdeel ploegenachtervolging en haalde samen met Jan Blokhuijsen en Koen Verweij brons.
In 2012 weet De Vries zich in november niet te plaatsen voor de wereldbeker wedstrijden als gevolg van een rugblessure. In de marathonwedstrijden gaat het in de weken daarna uitstekend met Bob. Op 26 januari 2013 wint De Vries de natuurijs klassieker de "Ronde van Skarsterlân" waar hij met zijn ploeg overheerst, net als een dag eerder bij het Nederlandse kampioenschappen marathonschaatsen op natuurijs 2013.
Op 11 december 2016 reed De Vries tijdens de wereldbekerwedstrijd 10 kilometer in Heerenveen na het hoofdprogramma in de B-groep de snelste tijd van de dag en de vierde Thialf-tijd ooit: 12.47,53 om 12.52,20 van Jorrit Bergsma eerder die dag.
Op 2e Kerstdag 2017, tijdens het OKT, behaalde De Vries een ticket naar de Olympische Winterspelen voor Pyeongchang 2018 op de 5000 meter door sneller te zijn dan de gedoodverfde verwachte winnaar, Sven Kramer, met 73 honderdste in een tijd van 6.15,06. Hij bleef hiermee onder zijn persoonlijk record met krap 5 seconden maar werd daarmee op 33-jarige leeftijd wel de oudste debutant op de 5000 meter bij een Olympische Winterspelen.
Op 21 en 22 november 2020 is De Vries met op 35-jarige leeftijd de oudste debutant tijdens het NK Allround. Zijn jongere broer Bart maakte in Heerenveen eveneens zijn debuut tijdens hetzelfde kampioenschap. In januari 2021 maakte De Vries bekend zijn carrière, evenals zijn broer Bart, te beëindigen.

## Persoonlijke records
| Afstand      | Tijd     | Datum            | Baan           |
| ------------ | -------- | ---------------- | -------------- |
| 500 meter    | 39,56    | 21 november 2020 | Heerenveen     |
| 1000 meter   | 1.19,63  | 4 maart 2007     | Assen          |
| 1500 meter   | 1.51,04  | 15 oktober 2017  | Inzell         |
| 3000 meter   | 3.43,38  | 21 oktober 2017  | Heerenveen     |
| 5000 meter   | 6.10,56  | 12 december 2009 | Salt Lake City |
| 10.000 meter | 12.43,57 | 21 november 2015 | Salt Lake City |

## Resultaten
| Jaar | NK Afstanden                        | NK allround            | WK Afstanden            | Wereldbeker             | Olympische Spelen |
| ---- | ----------------------------------- | ---------------------- | ----------------------- | ----------------------- | ----------------- |
| 2009 | 14e 5000m                           |                        |                         |                         |                   |
| 2010 | 11e 5000m 6e 10.000m                |                        |                         | 30e 5/10 km             |                   |
| 2011 | 5000m · 10.000m                     |                        | 10.000m · achtervolging | 5/10 km · achtervolging |                   |
| 2012 | 9e 5000m 6e 10.000m                 |                        | 6e 10.000m              | 16e 5/10 km             |                   |
| 2013 | 20e 5000m 9e 10.000m 20e massastart |                        |                         | 32e 5/10k               |                   |
| 2014 | 20e 5000m 9e 10.000m 12e massastart |                        |                         | 30e 5/10k · massastart  |                   |
| 2015 | 10e 5000m 8e 10.000m 8e massastart  |                        |                         |                         |                   |
| 2016 | 5e 5000m · 10.000m                  |                        |                         | 25e 5/10k               |                   |
| 2017 | 10.000m                             |                        |                         | 22e 5/10k               |                   |
| 2018 | 4e 5000m 7e 10.000m                 |                        |                         | 19e 5/10k               | 15e 5000m         |
| 2019 | 8e 5000m 4e 10.000m 10e massastart  |                        |                         |                         |                   |
| 2020 | 16e 5000m 6e 10.000m                |                        |                         |                         |                   |
| 2021 | 9e 5000m 8e 10.000m                 | NC17 (18e, 9e, 17e, -) |                         |                         |                   |

(#, #, #, #) = afstandspositie op allroundtoernooi (500m, 5000m, 1500m, 10000m).
NC17 = niet gekwalificeerd voor de laatste afstand, maar wel als 17e geklasseerd in de eindrangschikking

### Wereldbekerwedstrijden
| Jaar | 5k/10k       | achtervolging |
| ---- | ------------ | ------------- |
| 2012 | -, -, , -, * |               |

- = B-groep

## Marathon top 3 uitslagen
2005
- Marathon Essent Cup 19 Alkmaar
- Marathon Essent Cup 10 Groningen
- Marathon Essent Cup 3 Den Haag

2006
- Marathon Essent Cup 4 Eindhoven

2007
- Marathon Essent Cup 1 4 Alkmaar
- Nationale Wedstrijd	Hoorn
- Essent Driedaagse Groningen
- Marathon Essent Cup 7Assen
- The Greenery Six dag 3 Groningen
- Marathon Essent Cup 3 Eindhoven

2008
- Alternatieve Elfstedentocht Weissensee
- KNSB Cup Finale Alkmaar
- KNSB Cup 13 Heerenveen
- Essent Cup 14 Eindhoven
- Essent Cup 11 Assen
- KNSB Cup 12 Breda
- Marathon Haaksbergen
- KNSB Cup 10 Deventer
- KNSB Cup 9 Geleen
- KNSB Cup 7 Hoorn
- Essent Cup 4 Utrecht
- KNSB Cup 6 Den Haag
- Essent Cup 2 Amsterdam
- KNSB Cup 4 Haarlem
- Essent Cup 1 Assen
- KNSB Cup 2 Heerenveen

2009
- KNSB Cup 11 Alkmaar
- KNSB Cup 10 Breda
- Unox Tweedaagse Ankeveen
- Proloog Unox Tweedaagse
- Marathon Haaksbergen
- Essent Cup 7 Amsterdam
- Essent Cup 6 Assen
- Essent Cup 4 Amsterdam
- Essent Cup 1 Amsterdam
- KNSB Cup 8 Eindhoven
- KNSB Cup 6 Enschede
- KNSB Cup 3 Den Haag
- KNSB Cup 2 Utrecht

2010
- Twente Cup Enschede
- 1e wedstrijd driedaagse Groningen
- Marathon Cup Finale Hoorn
- Marathon Cup 9 Assen
- Marathon Cup 8 Amsterdam
- Marathon Cup 6 Den Haag
- Marathon Cup 4 Eindhoven
- Marathon Cup 3 Amsterdam
- Marathon Cup 2 Heerenveen
- Marathon Cup 1 Alkmaar

2011
- KPN Marathon Cup 15 Alkmaar
- Nederlands Kampioen op Natuurijs
- Friese Kampioenschappen op natuurijs Hindelopen
- KPN Marathon Cup finale Heerenveen
- Essent ISU World Cup Salt Lake City

2012
- Aart Koopmans Memorial Weissensee
- FlevOnice Bokaal Biddinghuizen
- KPN Marathon Cup 14 Deventer
- KPN Marathon Cup 13 Hoorn
- KPN Marathon Cup 12 Alkmaar
- KPN Marathon Cup 2 Heerenveen

2013
- Marathon Noordlaren
- KPN Marathon Cup 13 Alkmaar
- KPN Marathon Cup 7 Tilburg
- Kwintus Nova Tropy Dronten
- Ronde van Skasterlân

2014
- KPN Marathon Cup Finale Amsterdam
- KPN Marathon Cup 9 Assen
- KPN Marathon Cup 7 Eindhoven
- KPN Marathon Cup 4 Utrecht
- KPN Marathon Cup 3 Deventer
- KPN Marathon Cup 2 Heerenveen
- KPN Marathon Cup 1 Amsterdam
- Eindklassement World Cup mass-start

2015
- Alternatieve Elfstedentocht Weissensee
- KPN Marathon Cup 2 Heerenveen
- KPN Marathon Cup 4 Den Haag
- KPN Marathon Cup 10 Rotterdam

2016
- KPN Marathon Cup 7 Leeuwarden
- KPN Marathon Cup 8 Den Haag

2017
- KPN Marathon Cup 5 Haarlem
- Nederlands Kampioen
- KPN Marathon Cup 11 Groningen